# 布朗斯瓦利 (明尼蘇達州)
布朗斯瓦利（英語：Browns Valley）是一個位於美國明尼蘇達州特拉弗斯縣的城市。

## 歷史
布朗斯瓦利原名萊克特拉弗斯（Lake Traverse），於1867年成立，1872年改為現稱。布朗斯瓦利的郵局自1867年營運至今。

## 人口
根據2020年美國人口普查的數據，布朗斯瓦利的面積為2.02平方千米，皆為陸地。當地共有人口558人，而人口密度為每平方千米276人。